# Altro mondo II
Altro mondo II è un'opera di Maurits Cornelis Escher del 1947 in cui si approfondisce lo studio della prospettiva geometrica.

## Descrizione
L'artista raffigura l'interno di un edificio a forma di parallelepipedo dove le aperture laterali delle pareti consentono la visione di tre scene differenti, a ciascuna delle quali corrisponde un diverso angolo prospettico. Di fronte viene visualizzata la superficie lunare e davanti ad essa la statua di un uccello e un corno appeso alla volta. La medesima rappresentazione anteriore muta di prospettiva nelle altre aperture dove si denota la visione di altre parti dell'ambiente esterno, come la superficie lunare dall'alto e la visione del cielo. Nel cielo è inoltre possibile riscontrare la presenza del pianeta Giove con i quattro satelliti galileiani, una cometa, Saturno, una galassia a spirale ed altri corpi celesti.